# Synagoga Deichesa w Krakowie
Synagoga Salomona Deichesa – synagoga znajdująca się na Kazimierzu w Krakowie, w podworcu kamienicy przy ulicy Brzozowej 6.
Synagoga została zbudowana w 1910 roku z inicjatywy fundacji Salomona Deichesa. Projekt synagogi wykonał architekt żydowski Henryk Lamensdorf. Obok sali modlitewnej znajdowała się również sala przeznaczona na szkołę talmudyczną. Podczas II wojny światowej hitlerowcy zdewastowali synagogę. Po wojnie przeznaczona na biura, a obecnie Szkoła aktorska Lart Studio.
Synagoga to piętrowy budynek, z tarasem na piętrze. Na szczytowej ścianie zachowała się dekoracja w kształcie tablic Dekalogu.

## Galeria

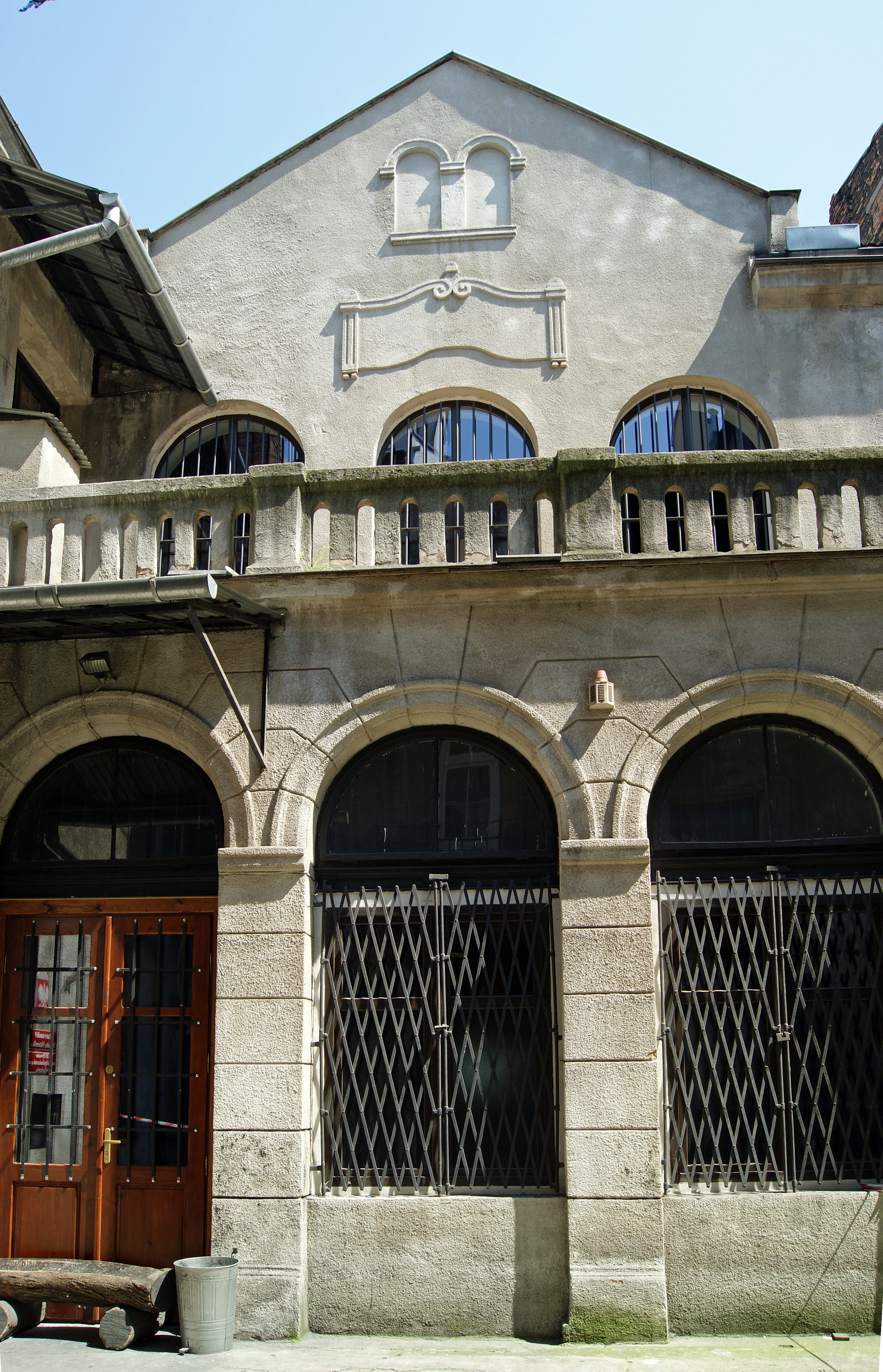
Fasada synagogi
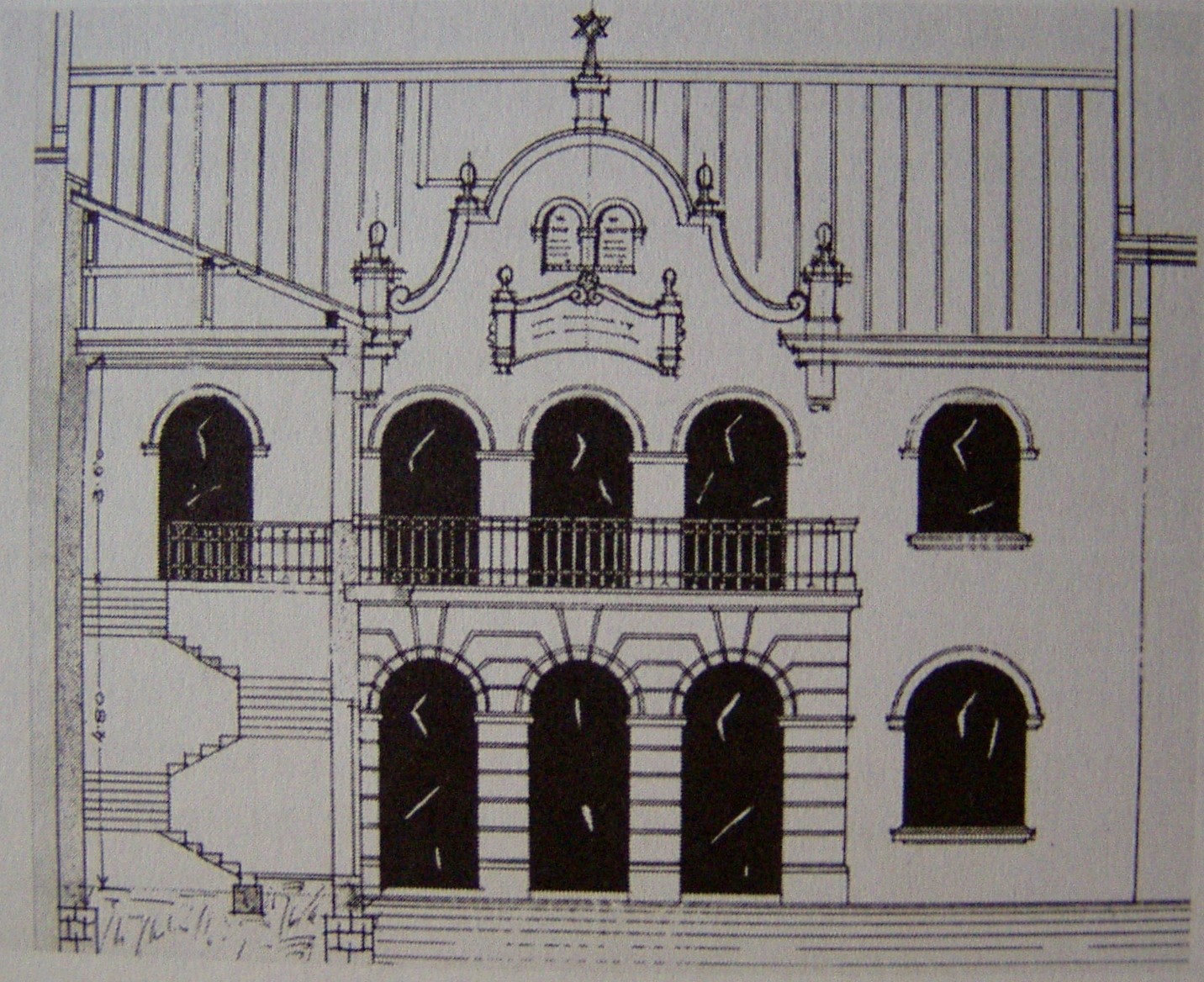
Projekt synagogi
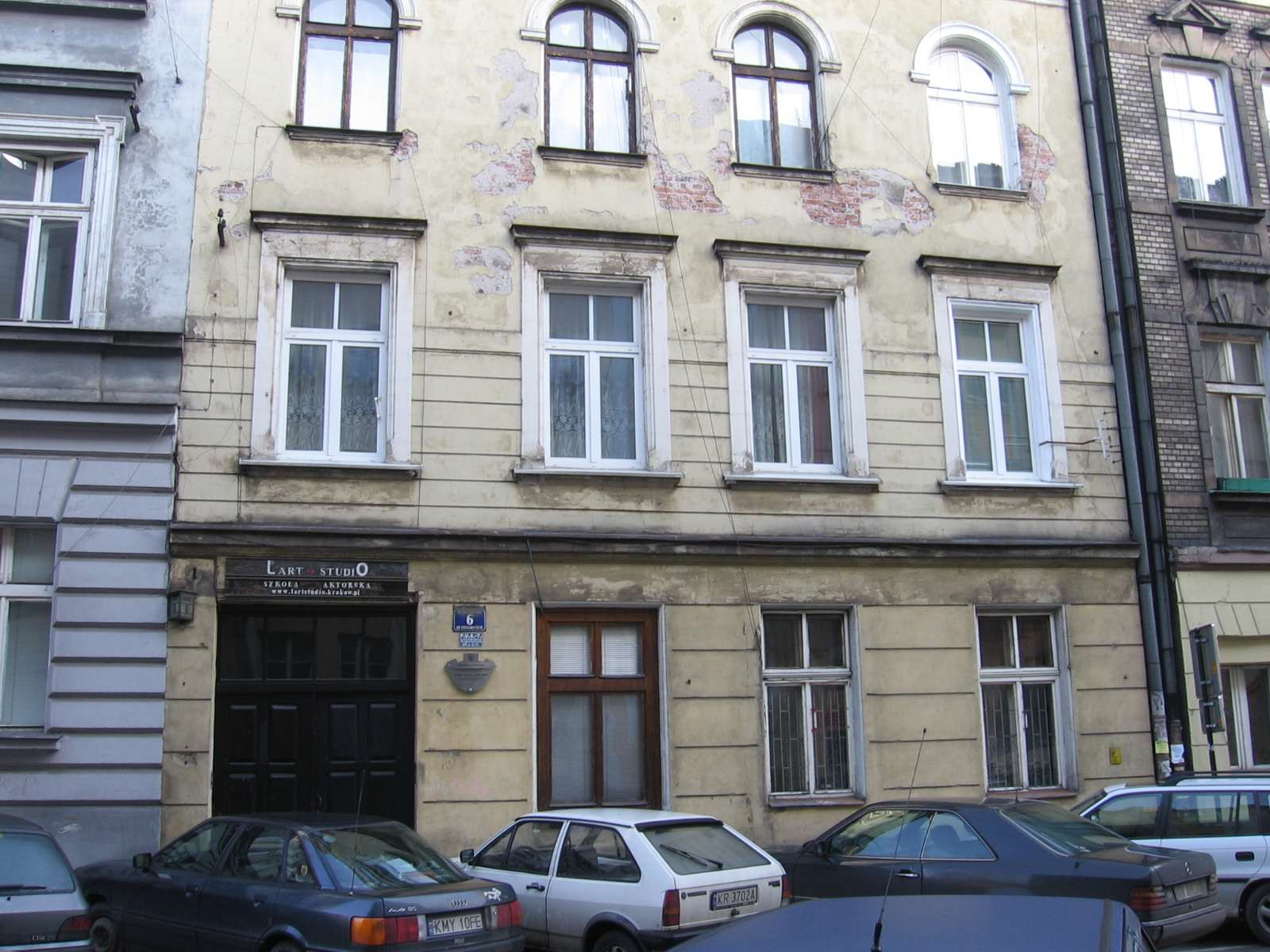
Kamienica frontowa